# Чаталджанска армия
Чаталджанската армия е османска бойна формация от Балканските войни, отразила българското настъпление срещу Истанбул през есента на 1912 и върнала Одринска Тракия в османските предели през лятото на 1913 г.
Армията е формирана в края на октомври (по стар стил) 1912 г., след като войските, разгромени в Люлебургаско-Бунархисарското сражение, са реорганизирани и разположени на укрепената линия край Чаталджа, между езерата Деркос (до Черно море) и Бююкчекмедже (до Мраморно море). Командването е поето лично от Назим паша (по това време фактически главнокомандващ на османските въоръжени сили и министър на войната). С привличането на подкрепления от 3-та армия (дислоцирана на кавказката граница на империята) и на запасняци от Анадола към 4 (17) ноември (в началото на Чаталджанската операция) числеността ѝ надвишава 140 000 офицери и войници със 103 000 пушки, 316 оръдия и 62 картечници).
С тези сили на 4–5 ноември 1912 г. Чаталджанската армия нанася поражение на съединените 1-ва и 3-та българска армия и принуждава българите да се съгласят на примирие. След убийството на Назим паша на 10 (23) януари 1913 г. командването на армията е поето от Ахмед Абук паша. Малко преди подновяването на бойните действия същия месец числеността на османските сили около Чаталджа достига 167 000 души. В края на януари и началото на февруари те вземат участие в безрезултатната операция за деблокиране на обсадения Одрин. През март армията води още няколко сражения с българите, без да постигне съществен напредък, освен завземането на плацдарм на западния бряг на Бююкчекмедже.
След избухването на Междусъюзническата война Чаталджанската армия (под командването на Ахмед Изет паша) е главната от двете османски групировки, които завземат териториите до линията Мидия-Енос, а след това и почти цяла Източна Тракия заедно с Одрин (юли 1913 г.).